# Cellula mucipara caliciforme

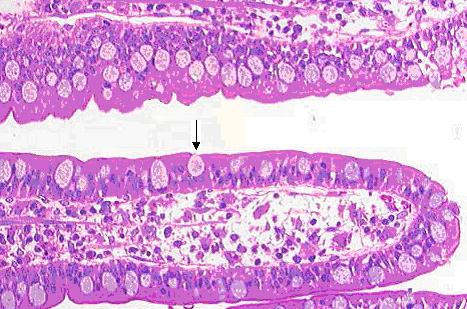
Cellula caliciforme nell'ileo.

Le cellule caliciformi mucipare si trovano intercalate in alcuni epiteli di rivestimento, in particolare delle vie respiratorie, oculari e digerenti (esofago, stomaco, intestino), sono cellule a secrezione esocrina.  
Sono dette mucipare perché producono muco, che viene secreto per esocitosi. 
Si riconoscono per la caratteristica forma a calice (in realtà dovuta alla preparazione dei campioni per l'osservazione al microscopio, che le porta a gonfiarsi di acqua e ad assumere la caratteristica forma a calice; sarebbero altrimenti di per sé cellule di forma cilindrica), con una parte apicale dilatata, che si restringe in prossimità del lume, chiamata corpo o teca: il plasmalemma apicale presenta numerosi microvilli adibiti ad aumentare la superficie secretoria, al di sotto, nel corpo si concentrano i granuli di mucinogeno.
Il nucleo e la maggior parte degli organuli citoplasmatici si trovano nella zona basale della cellula, chiamata stelo, che si restringe incuneandosi nel tessuto epiteliale circostante.
Le cellule mucipare dello stomaco secernono anche bicarbonato.
Certe infiammazioni (es. colite) o patologie autoimmuni come la sindrome di Sjögren causano la diminuzione o la distruzione delle cellule caliciformi.